# Okręg wyborczy Battersea North
Okręg wyborczy Battersea North powstał w 1918 r. i wysyłał do brytyjskiej Izby Gmin jednego deputowanego. Okręg położony był w Metropolitan Borough of Battersea w południowym Londynie. Został zlikwidowany w 1983 r.

## Deputowani do brytyjskiej Izby Gmin z okręgu Battersea North
- 1918–1922: Richard Morris, Partia Liberalna
- 1922–1923: Shapurji Saklatvala, Komunistyczna Partia Wielkiej Brytanii
- 1923–1924: Henry Hogbin, Partia Liberalna
- 1924–1929: Shapurji Saklatvala, Komunistyczna Partia Wielkiej Brytanii
- 1929–1931: William Saunders, Partia Pracy
- 1931–1935: Arthur Marsden, Partia Konserwatywna
- 1935–1940: William Saunders, Partia Pracy
- 1940–1946: Francis Douglas, Partia Pracy
- 1946–1983: Douglas Jay, Partia Pracy